# Curetis itamus
Curetis itamus är en fjärilsart som beskrevs av Ribbe 1926. Curetis itamus ingår i släktet Curetis och familjen juvelvingar. Inga underarter finns listade i Catalogue of Life.